# Szczurofutrzak leśny
Szczurofutrzak leśny (Millardia kondana) – endemiczny gatunek gryzoni z rodziny myszowatych, występujący wyłącznie w małej enklawie w środkowych Indiach. Rodzaj został opisany naukowo w 1975 roku przez Mishrę i Dhandę.

## Biologia
Tego sporych rozmiarów gryzonia (ciało i głowa: 175 mm długości, ogon: 168 mm długości) wyróżniają nietypowe łapy, wyposażone w sześć poduszek. Ma miękkie futro, na co wskazuje angielska nazwa pospolita (Kondana soft-furred rat), brązowe na grzbiecie i szaro-białe od spodu ciała, szary ogon ciemny z wierzchu i stosunkowo małe uszy.
Szczurofutrzak leśny zamieszkuje wyłącznie płaskowyż Sinhgarh w dystrykcie Pune w stanie Maharasztra, na wysokości 1270 m n.p.m. Jest to zwierzę nocne, kopie nory. Żyje w suchych lasach liściastych i zaroślach

## Populacja
Szczurofutrzak leśny jest uznawany za gatunek krytycznie zagrożony ze względu na skrajnie ograniczony zasięg występowania. Gryzonie te żyją na obszarze około 1 km², nieobjętym ochroną. Oprócz zmian środowiska i nadmiernego wypasu grozi mu turystyka, szczególnie w związku z istnieniem na obszarze występowania stanowisk archeologicznych. Nie jest chroniony, ustawa o ochronie przyrody z 1972 roku uznaje go za szkodnika.